# Черно-Поле
Черно-Поле (болг. Черно поле) — село в Болгарии. Находится в Видинской области, входит в общину Ружинци. Население составляет 275 человек.

## Политическая ситуация
В местном кметстве Черно-Поле, в состав которого входит Черно-Поле, должность кмета (старосты) исполняет Тодор Найденов Тодоров (Национальное движение «Симеон Второй» (НДСВ)) по результатам выборов правления кметства.
Кмет (мэр) общины Ружинци — Венцислав Томов Ванков (коалиция в составе 2 партий: Болгарская социалистическая партия (БСП), Движение за права и свободы (ДПС)) по результатам выборов в правление общины.